# Parafia św. Serafina z Sarowa w Dillingham
Parafia św. Serafina z Sarowa – parafia prawosławna w Dillingham. Jedna z 15 parafii tworzących dekanat Dillingham diecezji Alaski Kościoła Prawosławnego w Ameryce.

## Historia
Pierwsze ślady obecności prawosławnych misjonarzy działających na Alasce w okolicy dzisiejszego Dillingham pochodzą z 1832, kiedy w Nushagak powstała kaplica. Działająca przy niej wspólnota otrzymała w 1841 status parafii. W 1845 dotychczasową kaplicę zastąpiła cerkiew Świętych Piotra i Pawła, która istniała do 1984, gdy spłonęła. Od 1999 na jej miejscu znajduje się prawosławny krzyż.
W 1948 w Dillingham powstała druga cerkiew pod wezwaniem św. Serafina z Sarowa. W 1959 przeniesiono do niej całe wyposażenie cerkwi Świętych Piotra i Pawła w Nushagak. W 1969 cerkiew św. Serafina została zniszczona w pożarze, jednak w tym samym roku na jej miejscu wzniesiono nową świątynię pod tym samym wezwaniem.